# Place des Arcades (Valbonne)
Pour les articles homonymes, voir Place des Arcades.
La place des Arcades est une place de Valbonne, dans le département des Alpes-Maritimes.

## Historique
L'abbaye chalaisienne Sainte-Marie de Vallis Bonna est construite au bord de la Brague en 1190.
Le comté de Provence fait partie du royaume de France à partir de 1482. Les troubles et les épidémies des XIVe siècle et XVe siècle font de certaines paroisses des “lieux inhabités”.
Au XIVe siècle, le prieur de Valbonne, Don Antoine Taxil, prieur de l'abbaye Saint-Honorat de Lérins, seigneur du lieu, accepte la demande de l'évêque de Grasse et abbé de Lérins, Augustin Grimaldi, de créer un habitat groupé proche de l'abbaye pour repeupler la région. Ce mouvement intéresse plusieurs villages.
L'acte d'habitation du 3 octobre 1519 indique que le terroir de Valbonne et trois-quarts ("trois parts") du terroir de Sartoux, de Villebruc, Clausonnes sont cédés en emphytéose par le prieuré aux colons venant des hameaux voisins dépendant de l'abbaye, Clausonne, Sartoux, Tourreviste, Villebruc. Les colons doivent habiter au village, rendre hommage au seigneur du lieu et lui payer la dîme, le droit de caucade, de moudre le blé, de cuire le pain, de presser le raisin et les olives. Le prieur possède la juridiction temporelle. L'acte a été reçu par Jean Sucque, notaire royal de Vence.
Le plan imaginé par Augustin de Grimaldi s'écarte de celui des villages traditionnels provençaux. C'est un plan en damier inspiré de l'urbanisme antique, rappelant les bastides du sud-ouest de la France, comme Monpazier. Les rues se coupent à angle droit autour d'une place centrale entourée d'arcades. Le village est conçu sans hameaux ni bourgs.
La place et les maisons ont été construites au XVIIe siècle.

## Bâtiments remarquables et lieux de mémoire
La place fait l’objet d’une inscription au titre des monuments historiques depuis le 12 juin 1992.